# 新拉德
50°37′54″N 32°9′54″E / 50.63167°N 32.16500°E
新拉德（烏克蘭語：Новий Лад），是烏克蘭的村落，位於該國北部切爾尼戈夫州，由普里盧基區負責管轄，始建於1927年，面積1.59平方公里，海拔高度135米，2001年人口89，人口密度每平方公里56人。